# سیارک ۲۵۱۱۹
سیارک ۲۵۱۱۹ (به انگلیسی: 25119 Kakani، نامگذاری:1998RA72) بیست و پنج هزار و صد و نوزدهمین سیارک کشف شده‌است که در ۱۴ سپتامبر ۱۹۹۸ کشف شد.
قدر مطلق سیارک برابر ۱۷.۸ است.